# Royaume d'Espagne (1808-1813)
Pour les articles homonymes, voir Monarchie espagnole (homonymie).
 (août 2016).
Si vous disposez d'ouvrages ou d'articles de référence ou si vous connaissez des sites web de qualité traitant du thème abordé ici, merci de compléter l'article en donnant les références utiles à sa vérifiabilité et en les liant à la section « Notes et références ».
1808–1813
Entités précédentes :
- Royaume d'Espagne (réformes bourboniennes)

Entités suivantes :
- Royaume d'Espagne (restauration absolutiste)
- Provinces-Unies du Río de la Plata
- Paraguay

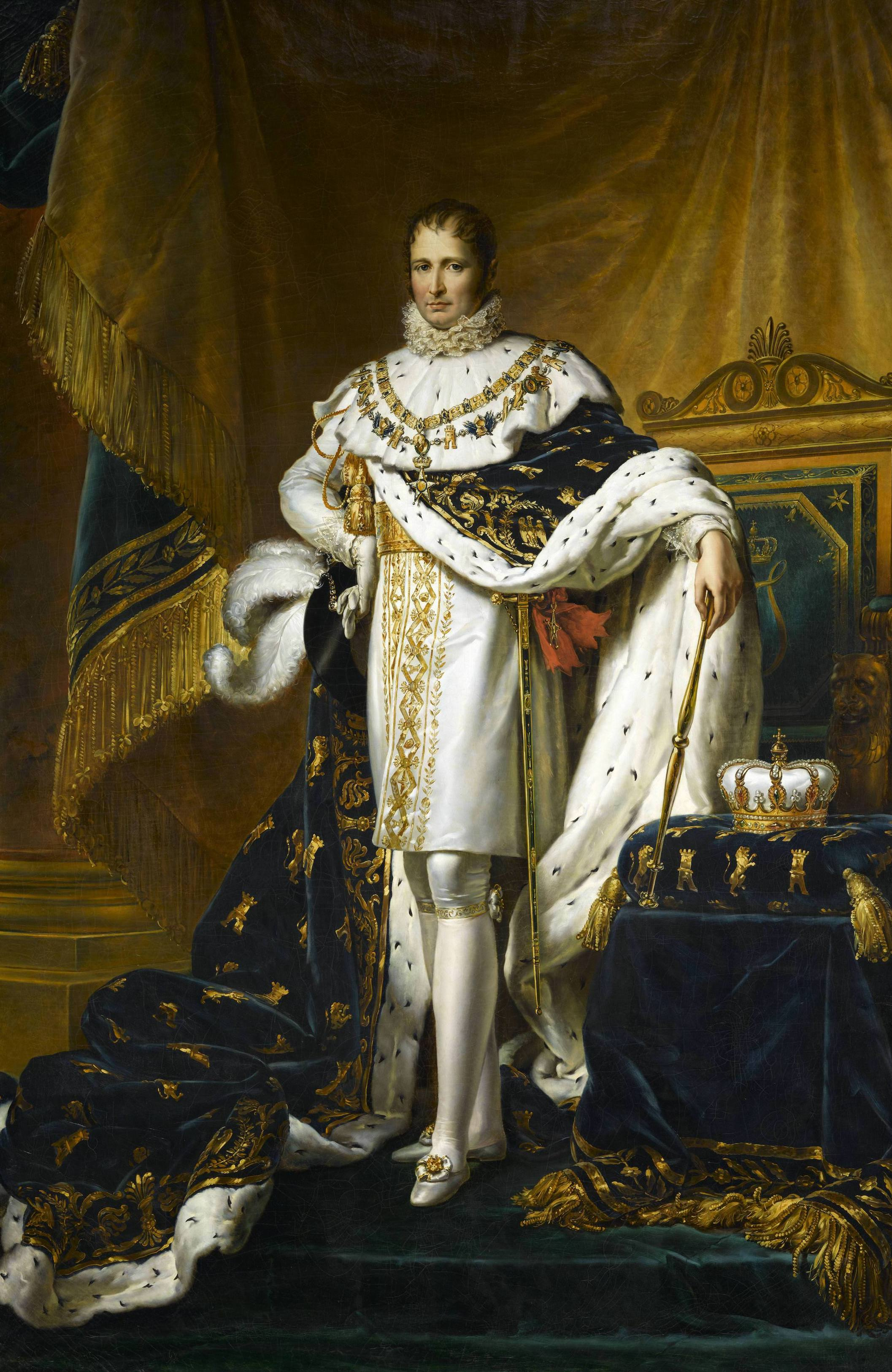
Joseph Bonaparte, Roi d'Espagne et frère de.

Le royaume d'Espagne est un État satellite du Premier Empire français établi entre 1808 et 1813 sous le règne de Joseph Bonaparte, frère de Napoléon Ier. Il remplace le royaume d'Espagne des Bourbons, duquel il conserve le territoire à l'exception de la Catalogne annexée à la France.
Tout au long de son règne, José Primero affronte la guérilla des Espagnols et provoque même l'intervention de la France pour lutter contre les mouvements insurrectionnels.
La victoire décisive des forces britanniques, à Vitoria, le 21 juin 1813, sur la Grande Armée provoque la chute du régime et la fuite du roi. La Maison de Bourbon est alors rétablie ainsi que le royaume d'Espagne précédent.

## Contexte

### Charles IV et Ferdinand VII, une famille royale déchirée
Charles IV (1748-1819) devient roi d'Espagne en 1788. À partir de l'année suivante et durant l'ensemble de son règne, il fait face à la propagation des idées révolutionnaires venues de France et à ses différents régimes politiques (monarchie constitutionnelle, Première République, Consulat, Premier Empire). En 1792, il nomme Manuel Godoy Secrétaire d'État, véritable souverain et impopulaire. Ce dernier conduit l'Espagne à la guerre contre la France, avant de devenir son allié, puis d'adopter une politique de neutralité dont se méfie Napoléon Ier.
Ferdinand de Bourbon (1784-1833), fils de Charles IV et prince des Asturies, ne cache pas son désir de faire renverser le favori de son père, ce qui entraîne une crise familiale. Le prince est arrêté en 1807, il dénonce alors ses complices et rédige ses excuses auprès de ses parents, qui lui accordent leur pardon et le font libérer. Néanmoins, père et fils se séparent inéluctablement, attisant la crise politique.
En 1808, l'Empereur des Français se décide à intervenir au Portugal, dans le cadre du blocus continental auquel le royaume refuse d'adhérer. Un corps expéditionnaire de l'armée française est dépêché sur le territoire espagnol, comme le permet l'alliance franco-espagnole . Le 20 février 1808, Joachim Murat en est fait lieutenant-général et de nouvelles troupes sont acheminées.
Charles IV interroge Napoléon Ier sur ses intentions réelles face à un si grand nombre de soldats dans son royaume, mais il ne reçoit pas de réponse. L'Empereur n'ignore pas la situation politique espagnole. Son conseiller, Charles-Maurice de Talleyrand-Périgord, le pousse à se rapprocher du prince des Asturies, populaire auprès des Espagnols, voire de remplacer la Maison de Bourbon par une nouvelle dynastie, ce qui permettrait de renforcer le système continental et la lutte contre le Royaume-Uni.
Les 18 et 19 mars 1808, les partisans du prince Ferdinand déclenchent de violentes émeutes à Aranjuez qui aboutissent à la destitution de Godoy et à l'abdication de Charles IV. Le prince est alors proclamé roi sous le nom de Ferdinand VII. Mais Murat suggère au souverain déchu de revenir sur sa décision et d'en appeler à l'arbitrage de Napoléon Ier, ce qu'il fait.

### La«souricière de Bayonne»
L'Empereur des Français informe Ferdinand VII qu'il ne considère pas l'abdication de son père comme définitive et l'invite à le rencontrer s'il souhaite que son autorité soit reconnue par la France, en se proposant comme médiateur. Il attire alors le roi d'Espagne à Bayonne, où sont également conviés l'ancien Charles IV et son épouse qui, eux, reçoivent un accueil royal. C'est l'entrevue de Bayonne.
Charles y dénonce alors son abdication, se considérant de nouveau roi, et nomme Murat lieutenant-général de son royaume.
Dans le même temps, l'annonce qu'un soulèvement a éclaté à Madrid contre l'occupation française de la ville parvient à Bayonne et l'Empereur en accuse la responsabilité de Ferdinand VII. Celui-ci renonce au trône, le 6 mai, en faveur de son père ; Charles IV, pleinement roi, abdique alors en reconnaissant, au terme d'un traité signé avec Napoléon Ier, que l'Empereur des Français est le seul à même de rétablir la situation en Espagne, à la condition de préserver l'intégrité du royaume et d'y maintenir le catholicisme comme religion d'État.
Ferdinand et sa fratrie sont assignés à résidence au château de Valencay ; Charles et son épouse sont installés au château de Compiègne.
Dépositaire de la couronne d'Espagne, Napoléon Ier désigne son frère aîné, Joseph, pour devenir le nouveau roi ; celui-ci est contraint d'abandonner le royaume de Naples, où il régnait jusqu'alors, et fait son entrée à Madrid le 20 juillet 1808.

## Guerre d'indépendance espagnole
Joseph Ier est mal accueilli par ses nouveaux sujets. Il n'a emménagé dans son nouveau palais qu'à coups de baïonnettes et n'a pu se séparer de son escorte. Les Espagnols sont attachés profondément à leur famille royale qu'ils considèrent comme retenue captive en France. Ils n'acceptent donc pas qu'un roi étranger les gouverne, et vont jusqu'à surnommer le nouveau souverain d'El rey intruso (le roi intrus).
Le 2 mai 1808, Madrid se soulève contre les troupes françaises alors que se déroule l'entrevue de Bayonne. L'armée riposte, aux ordres de Murat, et tire sur les insurgés. C'est le début d'une longue série de guérillas qui va saper les démarches de Joseph Ier pour se faire connaître et apprécier de son peuple, comme il l'a fait, mais avec plus de succès, à Naples.
La situation dégénère progressivement. Les officiers, généraux et maréchaux envoyés pour soutenir le roi Joseph peinent à écraser les guérilleros. L'armée régulière espagnole se montre peu fiable envers le nouveau régime, fait preuve de sympathie pour les insurgés et se mutine par endroits. Enfin, le corps expéditionnaire britannique, mené par Arthur Wellesley, futur duc de Wellington, venu au secours du Portugal, pénètre sur le territoire espagnol.
Face à la situation critique dans la péninsule ibérique, Napoléon Ier se décide à intervenir au cours de l'hiver 1808.
Le 30 novembre, ses lanciers polonais balaient les artilleurs du général Benito San Juan à la bataille de Somosierra.
Le 4 décembre, Madrid, que Joseph Ier avait dû fuir en hâte, capitule.
Cette démonstration de force, aussi efficace que rapide, pousse Wellesley à se replier à l'Ouest. L'Empereur des Français s'apprête à le poursuivre lorsqu'il est rappelé d'urgence à Paris : un complot visant à le destituer au profit de Murat, dans lequel sont impliqués Joseph Fouché et Talleyrand, est sur le point de réaliser son objectif.
Le départ de l'Empereur fait perdre au roi Joseph l'avantage qu'il vient de reprendre, et les insurrections éclatent à nouveau un peu partout.

## Chute du régime
L'instabilité permanente du régime ne permet pas à Joseph Ier de gouverner, ni même de soutenir la politique voulue par son frère. Au terme de cinq ans de conflits, le royaume d'Espagne est le théâtre d'une lutte entre les Français et les Espagnols d'une part, et les Français et les Britanniques d'autre part. La Grande Armée, appelée en renfort, est dépassée par les évènements, d'autant plus qu'elle doit lutter au même moment sur le front Est-Européen. Enfin, les erreurs stratégiques du roi d'Espagne ruinent les quelques occasions de victoire.
La défaite de Vitoria, le 21 juin 1813, est un coup fatal pour la Maison Bonaparte en Espagne et provoque le départ du roi Joseph pour la France.
Le 11 décembre 1813, le traité de Valençay est signé entre Napoléon Ier et Ferdinand de Bourbon : le premier rend la couronne d'Espagne à la Maison de Bourbon et le second redevient roi sous le nom de Ferdinand VII.
Ce traité met un terme définitif au plus grand État-satellite de l'Empire français.